# Čopova ulica
Čopova ulica (deutsch: Tschopgasse) ist der Name einer Fußgängerstraße in der Altstadt von Ljubljana der Hauptstadt Sloweniens. Benannt ist sie nach Matija Čop, bekannt auch als Matthias Tschop (1797–1835), einem slowenischen Sprachwissenschaftler, Literaturhistoriker und Literaturkritiker des frühen 19. Jahrhunderts.

## Geschichte

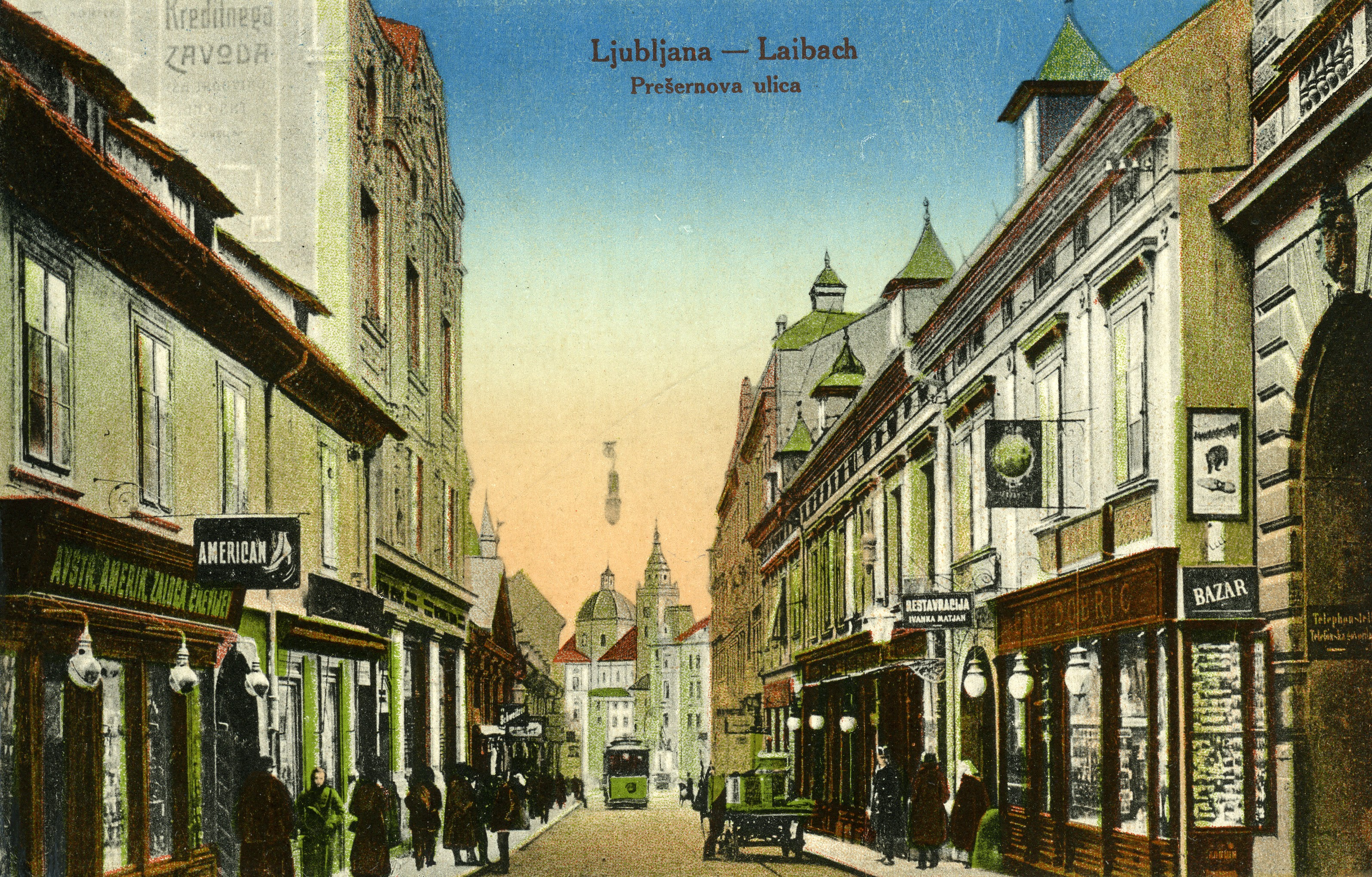
Prešernova ulica 1916 in Richtung Ljubljanica

Bis zum Ende des 19. Jahrhunderts war die Straße als Elefantengasse (Slonova ulica) bekannt, in Erinnerung an einen Elefanten, der im 16. Jahrhundert in der Stadt anwesend war. Das Tier, ein Geschenk des osmanischen Sultans, war im Gefolge von Kaiser Maximilian II. auf seinem Rückweg von Spanien nach Deutschland gereist und wurde 1550 im oberen Teil der Straße untergebracht, wo sich heute das Slon Hotel befindet.
1892 wurde der Name der Straße in Prešeren ulica geändert. 1949 wurde sie nach Matija Čop benannt. Heute ist sie eine der belebtesten und bekanntesten Straßen Ljubljanas.

## Lage
Die Straße beginnt in der Altstadt von Ljubljana an der Slovenska cesta in Verlängerung der Cankarjeva cesta und endet nach etwa 200 Metern am Prešerenplatz.

## Bauwerke
Die wichtigsten Bauwerke entlang der Straße sind:
- Hauptpost von Ljubljana aus dem späten 19. Jahrhundert[2]
- Mestna hranilnica ljubljanska (Gebäude der Städtischen Sparkasse von Ljubljana) von 1903 mit dem Slowenischen Bankenmuseum Bankarium[4]